# Keith Chapman
Keith Chapman est un scénariste britannique né le 12 décembre 1958 dans le Norfolk[réf. nécessaire]. Il est surtout connu pour avoir créée plusieurs séries télévisées pour enfants.

## Filmographie
- 1999 : Bob le bricoleur
- 2005 : Fifi et ses floramis
- 2007 : Roary, la voiture de course